# Dilara Kazimova
Dilara Kazimova (en Àzeri Dilarə Kazımova) (Bakú, 20 de maig de 1984) és una actriu i cantant azerbaidjanesa. Va representar el seu país a Eurovisió 2014, amb la cançó Start a Fire.

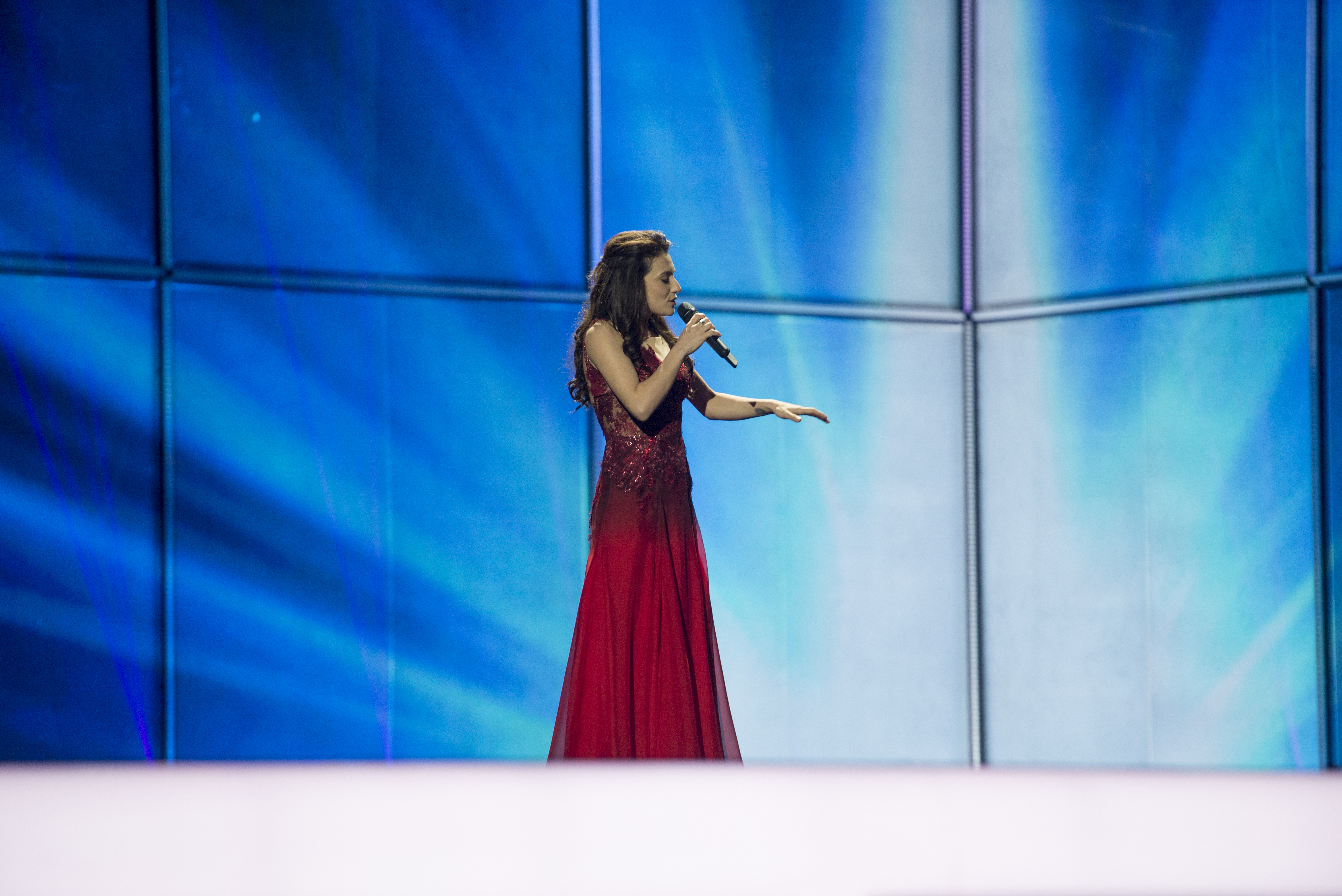
ESC-2014 - Dilara Kazimova